# Matthäus Daniel Pöppelmann
Matthäus Daniel Pöppelmann (Herford, 3 maggio 1662 – Dresda, 17 gennaio 1736) è stato un architetto tedesco, attivo a cavallo tra il XVII e il XVIII secolo.

## Biografia

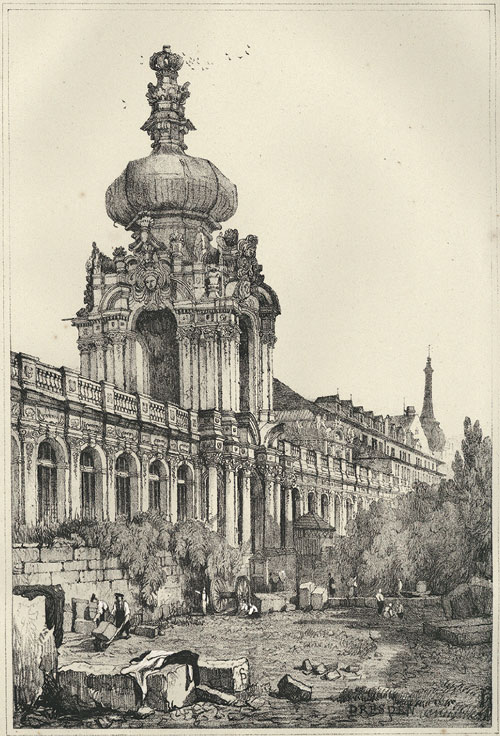
La torre dello Zwinger a Dresda, in Germania

Discepolo di Wolf Caspar von Klengel, nel 1691 venne nominato sovrintendente generale all'edilizia di Dresda e dal 1704 fu architetto di corte di Augusto II il Forte, re di Sassonia.
Usò inizialmente modelli barocchi grevi, ma dopo i suoi viaggi a Vienna, Roma e in Francia del 1710, durante i quali ebbe modo di confrontarsi con le opere dei più grandi architetti del tempo, elaborò uno stile nuovo, in cui a prevalere erano le forme più semplici e chiare. Alla fine della sua carriera seppe creare effetti architettonici con sapiente cambio ritmico nei tetti degli edifici ed un moderato uso delle ornamentazioni.
Nel 1718 venne nominato Oberlandbaumeister da Augusto II. Sotto la sua guida Dresda, la capitale del regno, assunse un nuovo volto barocco: realizzò il grande giardino dello Zwinger, il palazzo della Cancelleria e le residenze reali di Dresda e Pillnitz, il Castello di Moritzburg, ecc.